# Batman R.I.P.
Batman R.I.P. é um arco de história publicado em 2008 pela DC Comics nas edições # 676 a # 683 da revista Batman. Através de uma intricada narrativa o escritor Grant Morrison narra uma série de provações psicológicas pelas quais passam o personagem Batman. A trama representa ao mesmo tempo a conclusão de diversas narrativas iniciadas por Morrison com o personagem desde que este havia assumido os roteiros da revista em 2006, no arco Batman e filho, onde foi introduzido o personagem Damian Wayne, a reformulação de toda a linha editorial das revistas ligadas ao personagem e o início de um "novo capítulo" na história do personagem. 

## Sinopse
Bruce Wayne, o Batman original, sofre um ataque pessoal de uma organização secreta criminosa Luva Negra. Esta organização é liderada pelo Dr. Hurt, um homem que alega ser Thomas Wayne, o pai falecido de Bruce. Dr. Hurt conhecia a identidade secreta do super-herói, nutre por ele um ódio pessoal profundo, e estaria há anos estudando o vigilante e arquitetando um plano para destruí-lo definitivamente. 
Assim, a Luva Negra promove um ataque feroz ao Detetive Encapuzado e toda sua equipe, sequestrando sua namorada Jezebel Jet, tentando matar Robin, Damian Wayne,  lobotomizar o Asa Noturna, além de tentar sujar a reputação da Família Wayne, em especial os pais falecidos de Bruce, acusando-os através da mídia sensacionalista, de serem um casal de drogados adúlteros, e que Alfred Pennyworth seria o verdadeiro pai de Bruce.
Bruce é derrotado graças a um gatilho mental inserido nele há anos pelo Dr. Hurt, sendo então jogado nas ruas de Gotham City, dopado e quase enlouquecido, pra ser caçado pelos demais membros da Luva Negra. O Batman, no entanto, é famoso por seu extremo calculismo, e havia planejado uma solução caso sua ação como Batman estivesse impossibilitada. Assim, sua mente altamente treinada e condicionada criou a personalidade do Batman de Zur-en-Arh, uma versão semi enlouquecida e mais violenta do vigilante, a qual não só o protegeu, como foi derrotando um a um os membros da Luva Negra que o caçavam, localizando o local do cativeiro de Jezebel, o Asilo Arkham, onde os membros restantes da Luva o aguardavam.
No Asilo, o Batman de Zur-en-Arh enfrenta o Coringa, quando descobre que Jezebel era também um membro da organização e que seu romance fazia parte do plano para destruí-lo. Batman é derrotado por seu arqui-inimigo e entregue novamente ao Dr. Hurt e à Luva Negra, os quais decidem lhe impor um fim muito mais cruel e degradante que simplesmente morrer: Eles enterram o Cavaleiro das Trevas vivo e preso em um caixão, objetivando que ele fique lá tempo o suficiente pra que o oxigênio acabe, provocando danos graves e irreversíveis em seu Cérebro, para então desenterrá-lo como um Batman lesado e destruído pra sempre.
Mas Batman, assim como seus aliados acabam escapando de sua armadilhas, e, recebendo o reforço de membros estrangeiros da futura Corporação Batman, contra golpeiam e derrotam um a um os membros da Luva Negra. Dr. Hurt tenta fugir de helicóptero, mas é perseguido pelo Home Morcego. O Helicóptero com ambos cai, com Batman ficando desaparecido de todos pelos próximos tempos, o que levou às primeiras especulações de que o Cruzado de Capa teria morrido. Bruce Wayne, só voltou a ser visto já durante a Crise Final, quando logo foi sequestrado pelos Novos Deuses de Apokolips, sendo então aparentemente morto pela Sanção Ômega de Darkseid.
Foi sucedida por Whatever Happened to the Caped Crusader?, escrita então como "a última história" do personagem e por A Batalha pelo Capuz, onde vários personagens, incluindo os três primeiros Robins, Dick Grayson, Jason Todd e Tim Drake, passaram a disputar entre si quem assumiria o seu lugar.
Uma aparição futura do Dr. Hurt se da em "Batman e Robin volume 1"(junho de 2009 a outubro de 2011( mais especificamente em "Batman e Robin devem morrer"), com Dick Grayson como o novo Batman e Damian Wayne como o novo Robin. Dr. Hurt foi confrontado pelo Coringa e atingido com doses pesadas do veneno do Coringa e em seguida queimado vivo. O Coringa ainda afirmou que o Dr. Hurt foi um rival decepcionante, claramente se referindo ao fato de que pretendia usa-lo para substituir o cavaleiro das trevas morto.